# Moscow City Racing

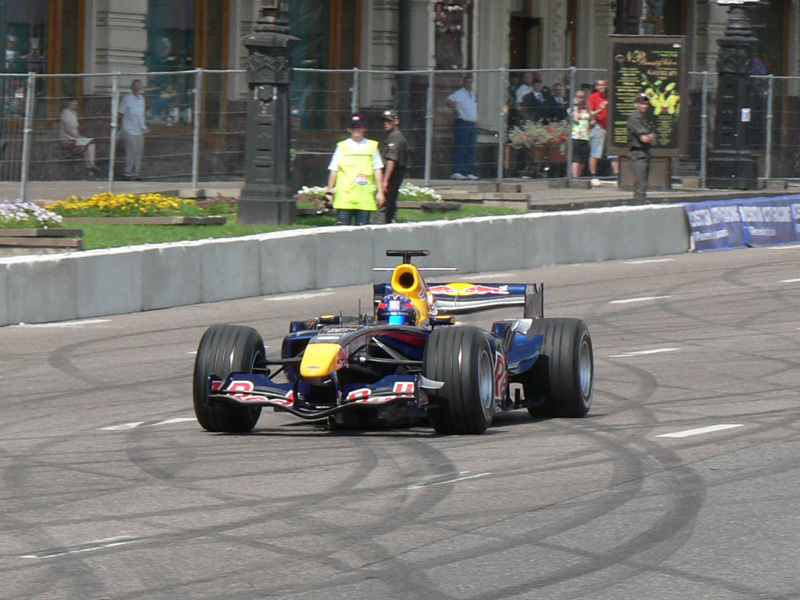
Mikhail Aleshin in de editie van 2008

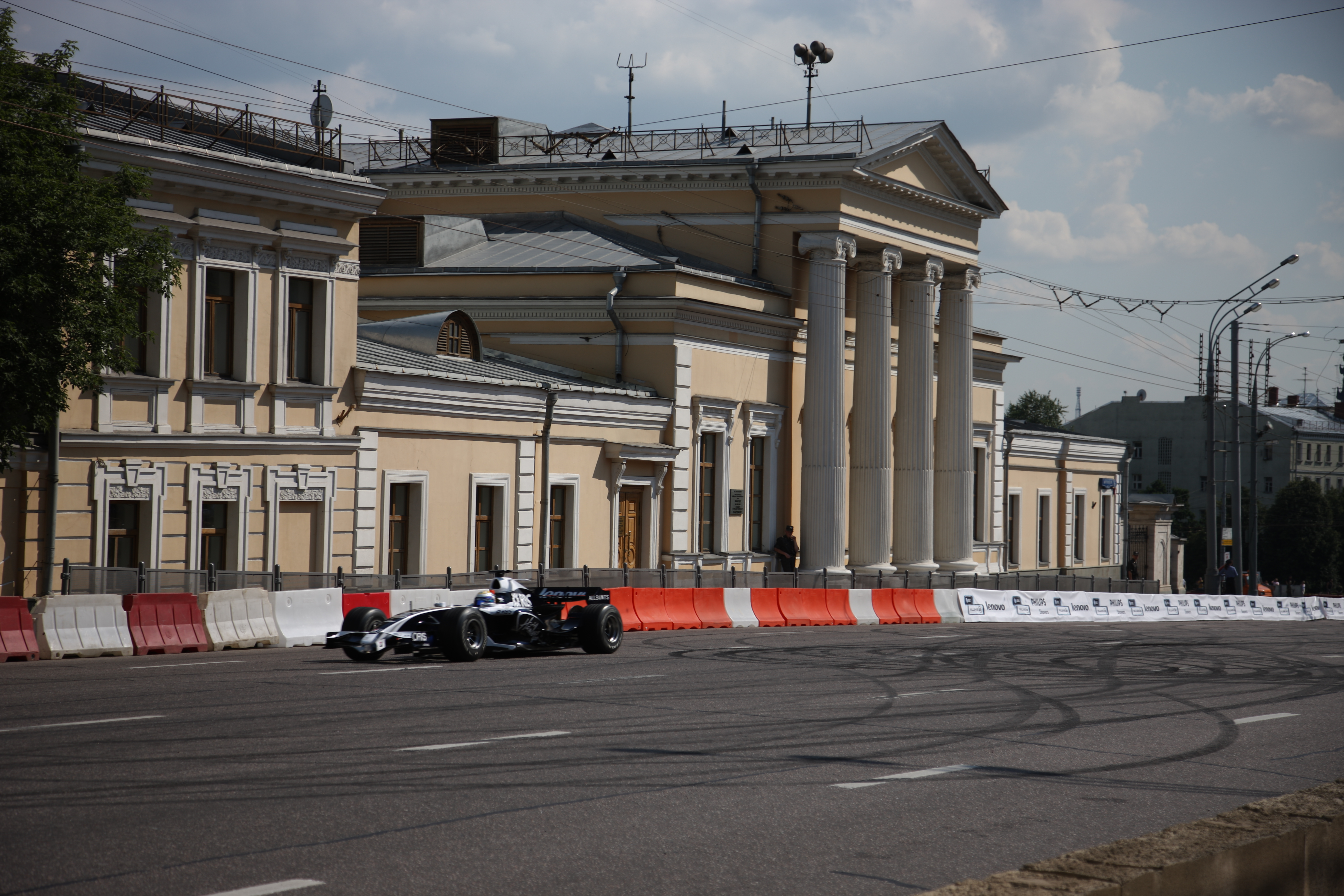
Nico Rosberg in de editie van 2008

Moscow City Racing is een Formule 1-demonstratie en parade van internationale raceauto's en coureurs uit de hoogste raceklassen in de Russische stad Moskou. Het evenement is afgeleid van Bavaria City Racing, een soortgelijk evenement in Rotterdam.
Het evenement vond voor het eerst plaats in 2008, op 13 juli. Het parcours was 4,6 km en liep onder meer over het Rode Plein langs de Basiliuskathedraal. Deelnemende teams waren onder andere Red Bull en Williams.
In 2009 vond Moscow City Racing plaats op 19 juli en deed ook SBS6 er verslag van op televisie. Het evenement trok naar schatting 200.000 toeschouwers. Aanwezige coureurs waren onder andere Heikki Kovalainen, Kazuki Nakajima en David Coulthard.